# Feministische Außenpolitik
Feministische Außenpolitik (englisch: feminist foreign policy) bezeichnet ein 2014 von der damaligen schwedischen Außenministerin Margot Wallström geprägtes Schlagwort für eine Außenpolitik, bei der feministische Sichtweisen zum Maßstab internationaler Beziehungen gemacht werden. Diese Politik will Gewalt und Diskriminierung überwinden sowie Geschlechtergerechtigkeit und Menschenrechte verwirklichen. In Deutschland wurde der Begriff durch seine Aufnahme in den Koalitionsvertrag der 20. Wahlperiode des Bundestages 2021 bekannt.

## Geschichte
Die Anfänge feministischer Außenpolitik reichen an den Beginn des 20. Jahrhunderts zurück. Als Geburtsstätte gilt der erste internationale Frauenfriedenskongress 1915, auf dem sich über 1100 Pazifistinnen aus zwölf Ländern in Den Haag trafen: Sie forderten z. B. ein Ende des Ersten Weltkriegs, die Einrichtung eines Internationalen Gerichtshofs (der heute dort seinen Sitz hat), eine weltweite Kontrolle des Waffenhandels und Gleichberechtigung für alle Menschen. Massenvergewaltigungen wurden als illegitime Kriegswaffe angeprangert.
Auf der 4. UN-Weltfrauenkonferenz 1995 in Peking erklärte die US-Präsidentengattin und spätere Außenministerin Hillary Clinton Frauenrechte für ein zentrales Ziel der US-Politik: „Menschenrechte sind Frauenrechte, und Frauenrechte sind Menschenrechte.“ In Zukunft solle jeder Frau Respekt und Würde zustehen. Hudson & Leidl halten die Rede für eine „Wasserscheide“ in der Politik für die USA und die Welt, indem die sogenannte Hillary Doctrine Prinzipien der feministischen Außenpolitik gesetzt habe – darunter die explizite Verurteilung der Vergewaltigung als Kriegswaffe und das Ende von Genderdiskriminierung. Konkret floss dies ein in die Resolution 1325 Frauen, Frieden und Sicherheit, die der UN-Sicherheitsrat im Jahr 2000 verabschiedete und die Schutz und Teilhabe von Frauen in kriegerischen Konflikten und bei Friedensverhandlungen im Völkerrecht verankerte.
2014 führte die schwedische Außenministerin Margot Wallström (2014–2019) erstmals den Begriff einer „feministischen Außenpolitik“ ein. Kurz vor den Parlamentswahlen 2018 veröffentlichte sie ein rund 100-seitiges Handbuch mit „Methoden und Erfahrungen“ zum Thema Gleichberechtigung und zur Orientierung, in dem sie Antworten auf Fragen und Kritiken an ihrem Ansatz angab. Tobias Billström als schwedischer Außenminister seit Oktober 2022 teilte mit, sein Land werde den Begriff nicht mehr benutzen, auch wenn es die Gleichberechtigung weiter hochhalte.
Die Zwischenbilanz und der Leitfaden bzw. Aktionsplan konkretisieren, das schwedische Modell basiere auf drei R’s: den Rechten von Frauen, ihrer entsprechenden Repräsentation und dem Verfügen über geeignete Ressourcen. In diesen drei Feldern möchte Schweden die Lebenswelten von Frauen auf der ganzen Welt verbessern. Darüber hinaus sei Geschlechtergerechtigkeit auch ein Ziel, um Frieden, Sicherheit und nachhaltige Entwicklung zu sichern, und eine „demokratische Selbstverständlichkeit“. Der Leitfaden enthält „Methoden und Erfahrungen“ zum Thema Gleichberechtigung und soll zur Orientierung dienen. Weitere Staaten wie Frankreich, Kanada, Mexiko und Spanien folgten dem schwedischen Vorstoß.
Nina Bernarding, Marissa Conway und Kristina Lunz haben das Centre for Feminist Foreign Policy 2016 in London und 2018 in Berlin gegründet.
2021 fand das Konzept der feministischen Außenpolitik Eingang in den Koalitionsvertrag der 20. Wahlperiode des deutschen Bundestags (seit 2021) der Ampelkoalition aus Grünen, Freien Demokraten (FDP) und Sozialdemokraten (SPD). Darin ist der Begriff auf Englisch enthalten („Feminist Foreign Policy“). Im Februar 2023 stellte Bundesaußenministerin Annalena Baerbock (Grüne) Leitlinien für eine feministische Außenpolitik vor, in denen unter anderem die Förderung der Gleichstellung der Geschlechter enthalten ist. Johann Wadephul, der 2025 Außenminister im Kabinett Merz wurde, gab an, das Prinzip nicht fortsetzen zu wollen.

## Positionen und Richtungen
Als erstes Land verpflichtete sich Schweden 2014 zu einer feministischen Außenpolitik. Die damalige Außenministerin Margot Wallström beschrieb feministische Außenpolitik weniger als einen Satz feststehender politischer Überzeugungen und Positionen, denn als eine Art „Analysewerkzeug“ durch die man Außenpolitik betrachtet. Dieser Ansatz ist nicht notwendigerweise antimilitaristisch, da unter Umständen die Sicherheit und Rechte von Frauen und Mädchen in bestimmten Situationen nur mit Waffengewalt geschützt werden könnten. In Schweden war die Politik Wallströms umstritten, insbesondere der einseitige Verzicht auf Atomwaffen durch den Atomwaffenverbotsvertrag, den Schweden 2019 schließlich ablehnte. Bald darauf trat Wallström zurück.
In den USA vertritt die Politikwissenschaftlerin Lyric Thompson, die Leiterin des International Center for Research on Women der Rockefeller Foundation und Professorin an der University of Washington, eine Position der feministischen Außenpolitik und berät sowohl die Bundesregierung als auch die UN. Sie u. a. definieren (2020):
»Feministische Außenpolitik ist die Politik eines Staates, der seine Interaktionen mit anderen Staaten sowie mit Bewegungen und anderen nichtstaatlichen Akteuren so gestaltet, dass Frieden, Gleichberechtigung der Geschlechter und ökologische Integrität Vorrang haben, die Menschenrechte aller geachtet, gefördert und geschützt werden, koloniale, rassistische, patriarchale und männerdominierte Machtstrukturen aufgebrochen und erhebliche Ressourcen, einschließlich für Forschung, zur Verwirklichung dieser Vision bereitgestellt werden. Feministische Außenpolitik ist kohärent in ihrem Ansatz über alle ihre Einflussmöglichkeiten hinweg und dadurch verankert, dass diese Werte im eigenen Land gelebt werden. Sie wird gemeinsam mit feministischen Aktivistinnen, Gruppen und Bewegungen im In- und Ausland entwickelt.« (Übersetzt von C. Zilla)
Als visionäre Utopie versteht sich die akademisch-theoretische Variante feministischer Außenpolitik der deutschen Aktivistin Kristina Lunz (2022). Sie fordert eine völlige Abrüstung, weil Sicherheitspolitik immer nur zu neuer Gewalt führe, und äußerte in einem Zeitungsinterview Ende März 2022:

„Jegliche Aggressionen, Konflikte, Kriege zeigen die Notwendigkeit einer Transformation von Außen- und Sicherheitspolitik hin zu einer feministischen Strategie. Es geht darum, dass wir auf mittlere und lange Sicht von einem System, das patriarchal aufgebaut ist und auf militärischer Stärke gründet, wegkommen. Statt militärischer Sicherheit sollten wir menschliche Sicherheit in den Fokus stellen. Das gelingt unter anderem durch die Förderung von Zivilgesellschaft, Menschenrechten und Multilateralismus.“

Daneben gibt es politische Varianten, die z. B. die US-amerikanische Außenpolitikexpertin Rachel Tausendfreund (Women in International Security bis 2022, German Marshall Fund) mit der Warnung vertritt, Außenpolitik zu „versimplifizieren“, indem Gegensätze wie „Waffen oder Frieden“ und „feministisch oder militärisch“ konstruiert werden. Wie der russische Angriff auf die Ukraine aktuell zeige, könne von außen imperialistische Gewalt kommen, die sich an keinerlei Regeln halte; deshalb dürfe man sich nicht wehrlos machen. Ähnlich spricht sich die grüne Europaabgeordnete Hannah Neumann nicht gegen die Bundeswehr aus, sondern für deren Veränderung.
Die belgische Europaabgeordnete und Aktivistin Assita Kanko erklärte angesichts des russischen Überfalls auf die Ukraine Ende Februar 2022: „Was ich gut finde, ist, dass wir realisiert haben, dass wir in Verteidigung investieren müssen. Ich habe das unterstützt ... Ich denke, dass Verteidigung keine Männersache ist, sondern mehr Frauen in den Friedensprozess mit eingebunden werden müssen. Damit wir mehr Gender-Diversität haben, wie wir Krieg und Frieden sehen. Wir brauchen Waffen, um abzuschrecken, aber sie sollten nicht in die falschen Hände geraten. Ich hoffe, wir müssen sie nicht benutzen.“ Dass Ukrainerinnen und Ukrainer nun zu den Waffen greifen und sich selbst verteidigen, ist für die feministischen Außenpolitikerinnen kein Widerspruch.

## Rezeption
2018 ordnete Robert Egnell, Leiter der schwedischen Försvarshögskolan (Verteidigungshochschule), feministische Außenpolitik als „alles andere als weich“ ein, der Ansatz sei vielmehr eine Herausforderung und gefährlich. Sein Land sei deshalb auch seit 2014 mit mehreren Ländern in Konflikte gekommen, z. B. 2015 mit Saudi-Arabien, als Schweden nach Kritik an der Menschenrechtssituation und am politischen System Saudi-Arabiens einen millionenschweren Militärdeal ausgesetzt habe und Riad daraufhin seinen Botschafter aus Schweden abgezogen habe. Dabei sei „feministische Außenpolitik ständig mit Widersprüchen konfrontiert, da die Ordnung der Welt sich eben traditionell anders entwickelt hat“. Gleichzeitig zeige sie aber, dass eine Veränderung des Systems möglich sei und auch andere Länder dem Konzept nicht abgeneigt seien.
Ulle Schauws, frauenpolitische Sprecherin der Grünen, bezeichnete 2018 in diesem Zusammenhang Schwedens „progressive Außenpolitik“ als „vorbildlich“. Das schwedische Handbuch sei eine gute Möglichkeit, um Frauen zu stärken: „Um glaubhaft Geschlechtergerechtigkeit in der Welt zu vertreten, muss es jedoch im Inland entsprechende Vorstöße und Standards geben“, z. B. bei der sexuellen Selbstbestimmung, der Behebung von Lohnunterschieden zwischen Männern und Frauen („Gender-Pay-Gap“) und einer geschlechterparitätischen Vertretung in Parlamenten. In Deutschland sah sie hierbei „starken Verbesserungsbedarf“.
Zu Beginn der zweijährigen deutschen Mitgliedschaft im UN-Sicherheitsrat forderte die Bundestagsfraktion von Bündnis 90/Die Grünen im Februar 2019 in einem Antrag an den Bundestag z. B. eine Frauenquote in den deutschen Botschaften, weibliche Bataillone auf Friedensmissionen und mehr Geld für Geschlechtergerechtigkeit; die Bundesregierung müsse „die Interessen von Frauen, Mädchen und marginalisierten Gruppen weltweit viel stärker in ihrer Außen-, Sicherheits-, Menschenrechts- und Entwicklungspolitik berücksichtigen“, das solle „zu einem der Grundprinzipien der deutschen Außenpolitik“ werden. Neben mehr Frauen in Führungspositionen bei internationalen Organisationen sollten auch mehr Polizistinnen in Friedensmissionen entsandt werden. Dies hätte in früheren Missionen „unter anderem besser Kontakt und Vertrauen mit der weiblichen Bevölkerung vor Ort aufbauen“ können, besonders wenn es um sexualisierte Gewalt gegangen sei, die in vielen Konflikten systematisch eingesetzt werde. Das Auswärtige Amt, das Verteidigungs- und das Entwicklungsministerium sollten „Gender-Mainstreaming in allen Arbeitsprozessen“ verankern.
Die Mitautorin Agnieszka Brugger wird zitiert: „Nur acht von hundert Stühlen an den Tischen bei Friedensverhandlungen sind von Frauen besetzt“; dabei sei es „weder gerecht noch klug, wenn immer nur diejenigen, die die größten Waffen haben und das größte Leid verursacht haben, über die Nachkriegsordnung entscheiden. ... Wer nachhaltigen Frieden und Stabilität möchte, muss Frauen viel stärker an der Lösung von Konflikten beteiligen.“ Sie bezieht sich auch auf eine Studie der Denkfabrik International Peace Instituts in New York, der zufolge es 35 % wahrscheinlicher sei, dass Friedensverträge 15 Jahre hielten, wenn Frauen an den Gesprächen beteiligt waren.
In der ersten Generaldebatte des deutschen Bundestags seit der Bundestagswahl im Herbst 2021 am 26. März 2022 zur Einrichtung eines 100-Milliarden-Sondervermögens für die Bundeswehr nach dem russischen Überfall auf die Ukraine Ende Februar 2022 entgegnete die deutsche Außenministerin Annalena Baerbock (Bündnis 90/Die Grünen) dem CDU-Vorsitzenden Friedrich Merz: „Feministische Außenpolitik ist kein Gedöns“. Baerbock hatte im Wahlkampf zur Bundestagswahl 2021 auf die Forderung nach einer feministischen Außenpolitik verzichtet, sie findet sich auch nicht in ihrem Buch Jetzt. Wie wir unser Land erneuern (2021).

## Kritik
Am schwedischen Modell Wallströms wurden Widersprüche kritisiert, so zwischen der aktiven Rüstungsexportpolitik und der feministischen Außenpolitik. Schwedische Waffen wurden weiterhin auch an repressive Regime geliefert, die Menschen- und Frauenrechte massiv verletzen, darunter Saudi-Arabien, das sie im Jemen einsetzt. Januar 2024 stellte die deutsche Außenministerin Annalena Baerbock – entgegen dem Koalitionsvertrag 2021 bis 2025 – die Lieferung von Eurofighter an Saudi-Arabien aus geostrategischen Motiven in Aussicht. Zuvor hatten Gewerkschaften und Unternehmen einen Export begrüßt.
Eine postkolonial-feministische Perspektive kritisiert den »neuen Normexport« des globalen Nordens, der auf einem liberalen Feminismus basiere und der Vielfalt kultureller Kontexte anderswo nicht gerecht werde (»feministischer Imperialismus«).
In der deutschen Innenpolitik wurde die Außenpolitik Baerbocks gegenüber dem Iran nach dem Frauenaufstand 2022 kritisiert. Die Reaktion fiel eher zurückhaltend aus, um die parallelen Verhandlungen über die iranische Atompolitik nicht zu gefährden. Daran zeige sich, dass eine einseitige Priorisierung eines außenpolitischen Ziels nicht durchzuhalten sei, sobald andere Interessen vorrangig würden.

## Staatliche Leitlinien
- Ministry for Foreign Affairs: Handbook. Sweden’s Feminist Foreign Policy, 2019, PDF
- Auswärtiges Amt: Feministische Außenpolitik gestalten. Leitlinien des Auswärtigen Amts, 2023, PDF